# صالح الإسكندراني
صالح الإسكندراني  ممثل مصري من مواليد 01 يوليو 1929  بدأ العمل بالتمثيل أواخر الخمسينات بالسينما ثم التلفزيون  ليصل عدد أعماله 279  كان آخرها المسلسل التلفزيوني «دموع الشموع» عام 1993 للمخرج رائد لبيب. توفي في 24 أكتوبر 2000 عن عمر يناهز 71 عام.

## أهم أعماله
- تمثيلية تلفزيونية «أريد هذا الرجل» عام 1972 للمخرج هنري بركات.[10]
- فيلم «البيت الملعون» عام 1987 للمخرج أحمد الخطيب.[11]
- فيلم «قمر الزمان» عام 1976 للمخرج حسن الإمام.[12]
- فيلم «المواجهة» عام 1987 للمخرج أحمد السبعاوي.[13]
- فيلم «2 - 1 - 0» عام 1974 للمخرج محمد فاضل (مخرج).[14]
- فيلم «البنات عايزة إيه» عام 1980 للمخرج حسن الصيفي.[15]

## وصلات خارجية
https://elcinema.com/person/1042152 صالح الإسكندراني
https://dhliz.com/artist/-64ntnQIWtE/ صالح الإسكندراني
https://www.imdb.com/name/nm6820928/?ref_=nv_sr_srsg_0 صالح الإسكندراني
https://karohat.com/Person/77882ff0-82ab-4589-92e1-be75d0601980 نسخة محفوظة 21 سبتمبر 2021 على موقع واي باك مشين. صالح الإسكندراني